# Højt på en gren en krage
"Højt på en gren en krage" er en dansk børnesang. Teksten er oversat fra tysk af Johan Ludvig Heiberg. Melodien er en tysk folkemelodi (Auf einem Baum ein Kuckuck (de)). Sangen er et godt eksempel på en sang, der går i den relativt usædvanlige taktart fem fjerdedele, som næsten ingen almenkendte sange.
Fra sangens tekst tog den danskfødte tryllekunstner Harry August Jansen frasen "Sim Sala Bim", som blev hans varemærke på scenen.

## Indhold
Handlingen i sangen er ret begrænset til en krage, der sidder i et træ og bliver skudt ned af en jæger, hvilket den dør af. Der ligger en sympati med kragen i sangen, hvis melodi dog ikke gør sangen videre seriøs. Sangen kan have til hensigt at fremme børns dyrevenlighed.[kilde mangler]

## Sangens opbygning
Sangen er opbygget i fire strofer, der hver består af tre vers: én linje med versets indhold, en omkvædslignende linje med remsen "sim saladim bamba saladu saladim" og gentagelse af den første linje plus ét ord, der afslutter verset. For eksempel "Nu er den stakkels krage – død".
Teksten har ingen rim.

## Brug
Sangen bliver stadig sunget blandt børn, der bl.a. lærer den i børnehaver. Dens relativt enkle melodi og opbygning gør det let at lære den.
Sangen er desuden brugt af Lille Per i filmen Far til fire i byen fra 1956.